# Гигафабрика 4 (Гига Берлин)

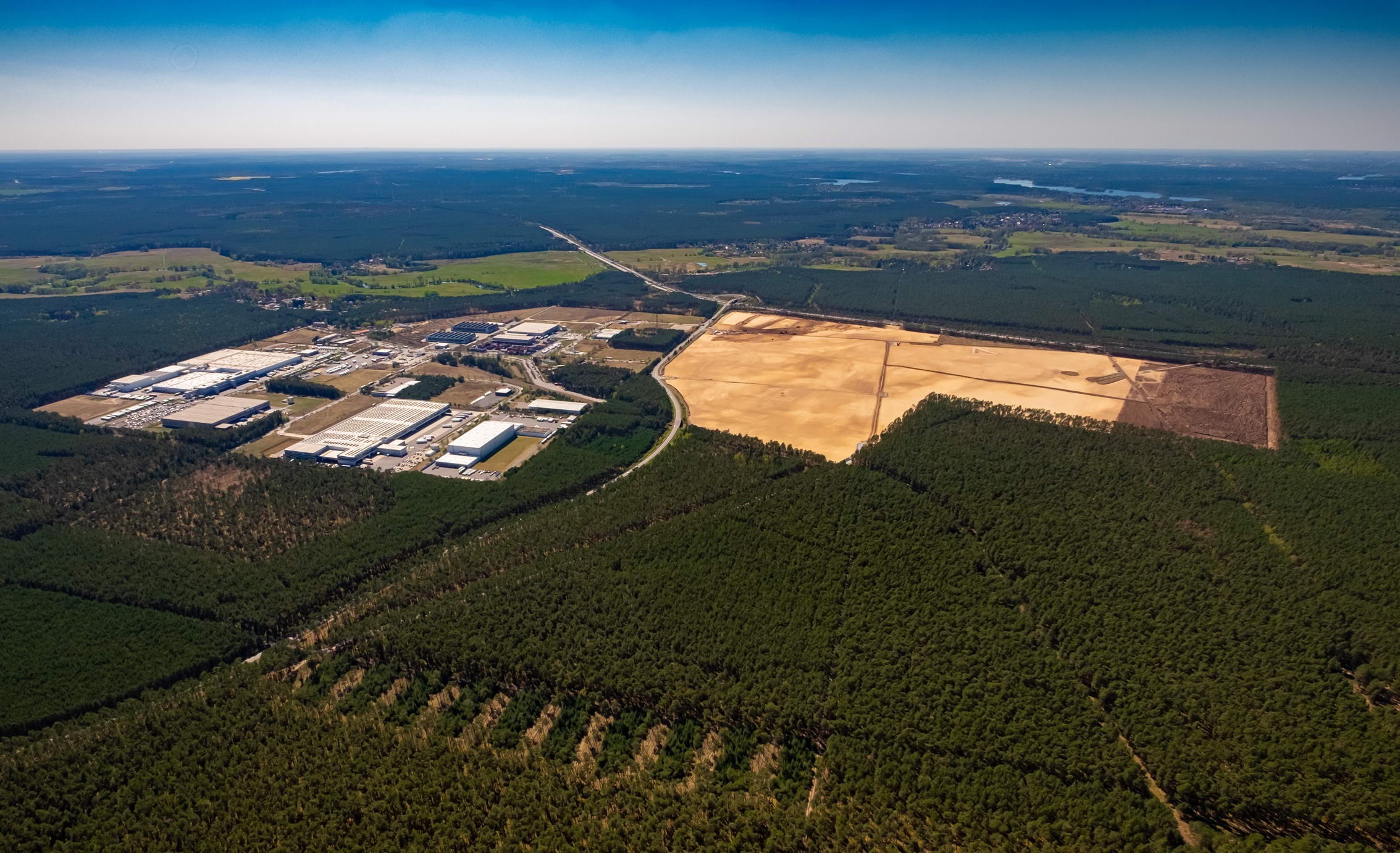
Промышленная зона и строительная площадка во Фрайенбринке в апреле 2020 г.

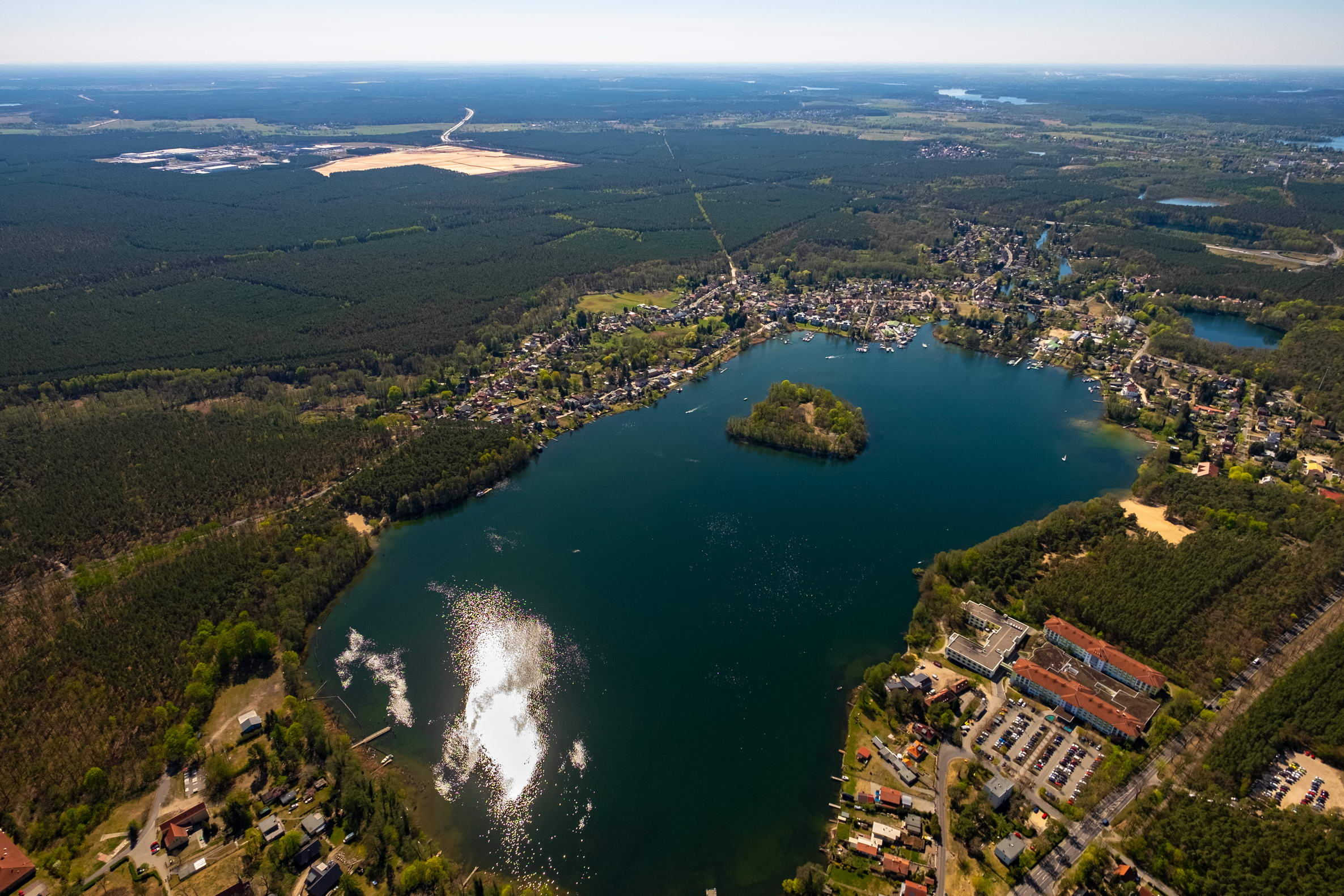
Грюнхайде, строительная площадка Tesla на заднем плане

Гигафабрика Берлин-Бранденбург (также известная как Гигафабрика в Берлине, Гигафабрика 4 или Гигафабрика в Европе) —  открытый весной 2022 года завод американской компании Tesla в Грюнхайде в Германии.
На нём производятся батареи, аккумуляторные блоки, трансмиссии и сиденья, проводятся литьё, штамповка, покраска, сборка трансмиссии и окончательная сборка Model 3, Model Y и др.

## Описание
«Гигафабрика Берлин» производит батареи, аккумуляторные блоки, трансмиссии и сиденья, литьё, штамповку, покраску, сборку трансмиссии и окончательную сборку Model 3, Model Y и будущих моделей с производственной мощностью 500 000 автомобилей в год. Завод занимается производством Tesla Model Y. 
Предполагаемая стоимость завода составляет около 4 миллиардов евро.
Кампус находится в 35 километрах (20 миль) к юго-востоку от центра Берлина на железной дороге «Берлин-Вроцлав», которая образует северную границу территории фабрики между станцией «Эркнер» (Erkner) и железнодорожным вокзалом «Фангшлюсе» (Fangschleuse station); автострада А10 является западной границей сооружения.
С мая 2020 года офисы дизайна и разработки «Тесла» стали расположены внутри строения Schöneberg Gasometer, расположенного в пределах EUREF-Campus Berlin на станции Berlin-Schöneberg station.
Простираясь к северу от логистического центра «Фрайенбринк» (GVZ Freienbrink) площадью в 1 кв. километр, этот район представлял собой неосвоенный участок площадью 3 км², обозначенный как промышленная зона. (примерно в 2000 году здесь планировалось разместить автомобильный завод BMW, но вместо этого BMW выбрала Саксонию) «GVZ Freienbrink» окружают гораздо более крупные сосновые насаждения в ландшафтном масштабе. На этом участке находится государственный искусственный лес из низкокачественных монокультурных сосен. 
Власти ожидают, что "Тесла" смягчит последствия вырубки, посадив новые деревья более разнообразных сортов.
Старые неразорвавшиеся боеприпасы затрудняли расчистку территории, и 26 января 2020 года семь боеприпасов (всего 85 кг) были обезврежены в результате контролируемого взрыва.
Участок также прерывает маршрут Старой Почтовой дороги (Alte Poststraße).
Договор купли-продажи земли должен был быть завершен в декабре 2019 года.. 
В декабре 2019 года «Тесла» уточнила, что ожидаемые темпы производства на европейских Гигафабриках составят около 500 тыс. автомобилей в год.. «Тесла» должна была заплатить 13,50 евро за квадратный метр участка в 300 гектар (740 акров) на сумму около 41 млн евро. В январе 2020 года немецкие СМИ сообщили, что «Тесла» одобрила контракт на покупку земли за 41 млн евро; Tesla подписала контракт, и государство нотариально заверило его 29 января 2020 года.
В отчёте об окружающей среде указывается, что почва представляет собой долинный песок и содержит некоторое загрязнение тяжёлыми металлами.
В июле 2020 года Маск опубликовал в Твиттере фотографию того, как будет выглядеть Берлинская Гигафабрика.

## История
Первоначальное обсуждение постройки фабрики «Тесла» в Европе произошло еще в 2015 году. Тогда завод считался совмещённым предприятием по производству электрических аккумуляторов и автомобилей. В 2016 году Tesla планировала объявить подробности о заводе в 2017 году.
До 22 февраля 2017 года завод назывался «Гигафабрика 2», но на тот момент Tesla уже дала название «SolarCity Gigafactory» гигафабрике в Буффало, а в Нью-Йорке — «Гигафабрика 2». К 2017 году гигафабрика в Европе, как ожидалось, будет называться «Гигафабрика 4» или «Гигафабрика 5». В ноябре 2019 года стало известно итоговое название — «Гигафабрика 4», а позже — «Гига Берлин».
Более десяти европейских стран провели кампанию за размещение завода в пределах их юрисдикции:
- В апреле 2016 года французский министр предложил превратить АЭС Фессенхайм, которая вскоре будет закрыта, в «Гигафабрику 2»[42][43][44], его поддержали два министра.[45][46];
- Министр экономики Нидерландов Хенк Камп объявил о планах привлечь Tesla в страну в конце 2016 года[47] и провёл кампанию за постройку завода в Нидерландах.[48] Он продвигал идею взаимодействия с европейской штаб-квартирой Tesla, уже расположенной в Нидерландах, которая является отделочным заводом.[49]
- В 2016 году высказана идея построить завод в Чешской Республике, неподалёку от Праги. В то время важным фактором считалось наличие около 330 тысяч тонн литиевого месторождения.[50]
- Тогдашний министр федерального министерства экономики и энергетики Германии Зигмар Габриэль заявил, что «Тесла» вела переговоры с правительством в течение 2015 года по поводу постройки Гигафабрики.[34] Власти, компании и более 100000 граждан в Нижней Лужицкой области (100 км (62 мили) к юго-востоку от Берлина, недалеко от границы Германии и Польши) призвали «Тесла» рассмотреть возможность размещения завода в этом регионе, недалеко от чешского литиевого завода. Они вместе с «Dekra» предложили EuroSpeedway Lausitz для драйв-тестов.[51]
- В 2016 году правительство Португалии с помощью интернет-кампании и переговоров хотело построить на территории страны Гигафабрику.[52][53] Португалия имеет самые большие запасы лития в Европе.[54]
- Город Патерна в Испании[55] также пытался быть местом постройки завода в конце 2016 года.[41][56]
- Финский город Вааса объявил о поддерживаемой правительством инициативе по привлечению «Тесла» к постройке завода в 2016 году, сославшись на близлежащие месторождения карбоната лития, крупный нефтеперерабатывающий завод по производству кобальта и ежегодное производство никеля мощностью 50 килотонн.[57][58][59]
- Литва привлекла внимание «Тесла»[60] в январе 2017 года, когда местное игровое сообщество объединилось, чтобы воссоздать потенциальную Гигафабрику в виртуальном мире Minecraft .
- Эстонское правительство также добивалось выбора «Тесла» построить завод именно в этой стране, заявляя о хорошем географическом и логистическом положении, плюс 140 МВт возобновляемой энергии с полным контролем над ценообразованием для завода в «интеллектуальном промышленном городе PAKRI» на полуострове Пакри.[61][62]

Между европейскими странами шла острая конкуренция за размещение Гигафабрики, из-за ожидаемого значительного вклада в экономику. На крупном предприятии, которое, как ожидается, станет одной из крупнейших производственных линий в Европе, потребуется значительное количество сотрудников, несмотря на многие процессы с высокой степенью автоматизации. В регионе также предпринимаются согласованные усилия по стимулированию производства аккумуляторов, поскольку это рассматривается как стратегическая экономическая мера в связи с растущим глобальным переходом к возобновляемым источникам энергии. Так, в отчете за 2018 год показано, что к 2025 году миру потребуется еще как минимум 25 гигафабрик. Прогнозируемый рост спроса на электромобили и бытовые системы хранения энергии вызывает озабоченность по поводу зависимости Европы от аккумуляторов из Азии, на долю которой по состоянию на начало 2018 года приходилось 88 % мировых производственных мощностей по производству аккумуляторов. К 2018 году европейские правительства предоставляли субсидии и стимулы таким компаниям, как Tesla, а также местным стартапам по производству аккумуляторов, таким как Northvolt и TerraE, для создания производственной инфраструктуры в пределах своих границ. По словам Маттиаса Махнига, государственного секретаря министерства экономики Германии:
Мы находимся в центре самых больших и глубоких изменений в автомобильной промышленности с момента ее основания. Было бы наивно думать, что мы можем обращаться с аккумуляторными технологиями как с товаром, который можно купить в любой точке мира.
12 ноября 2019 года генеральный директор «Тесла» И. Маск официально объявил о выборе места в Берлине для размещения Гигафабрики 4, на церемонии вручения наград Das Goldene Lenkrad, проходившей в Берлине. 
Об объекте и его расположении в Берлине объявил генеральный директор Tesla Илон Маск в ноябре 2019 года на церемонии вручения награды Das Goldene Lenkrad. Планируется, что завод будет производить аккумуляторы, аккумуляторные блоки и силовые установки для использования в автомобилях Tesla, а также собирать модель Tesla Model Y (запуск производства предполагался в конце 2021 года). 
Согласно публикации местного агентства по охране окружающей среды, опубликованной в январе 2020 года, ожидается, что завод начнёт работу в июле 2021 года.
Строительство объекта планировалось начать в начале 2020 года, а предполагаемое начало производства — в конце 2021 года. Маск также объявил о создании нового центра дизайна и разработки около Берлина.
Компания рассчитывает запустить производство на строящемся предприятии к июлю 2021 года. 
Ожидается, что «Гига Берлин» будет производить аккумуляторные батареи и блоки, также силовые установки для использования в автомобилях Tesla. 
На первых этапах предприятие должно наладить сборку кроссоверов Tesla Model Y для европейского рынка (по своей спецификации они могут заметно отличаться от выпускаемых в Китае или США), о которой ранее было объявлено в марте 2019 года.

### Строительство
13 февраля 2020 года «Тесла» начала подготовку к строительству своего первого европейского завода по производству электромобилей. Несмотря на жалобы и протесты местных экологов суд разрешил автопроизводителю вырубить лес на месте будущего строительства: предприятие планируется построить на участке хвойного леса неподалеку от Берлина. 21 февраля суд в Германии признал правомочность строительства завода вопреки иску местных экологических активистов, это позволило начать расчистку растительности на участке..
Строительные работы начались в начале 2020 года, ведутся работы по подготовке площадки и укладки фундамента, установка первых четырёх строительных кранов и начало прибытия поездов со строительными материалами, включая столбы и балки.
Проект вызывает ряд проблем, включая возможное воздействие на водоснабжение и местную дикую природу, а также по поводу надлежащего удаления сточных вод. Среди жителей леса есть рептилии, муравьи и птицы, которых перед вырубкой необходимо переселить. Могут существовать исчезающие виды летучих мышей; По словам районного лесничего, который сажал деревья, летучие мыши предпочитают деревья старше 80 лет, чтобы устроиться на них.
Группа соседних муниципалитетов сформирована в декабре 2019 года для решения таких вопросов, как дорожное движение, инфраструктура и жилые застройки.
Неразорвавшиеся боеприпасы времён Второй мировой войны обычно находят на территории Германии, и в январе 2020 года на этом месте было утилизировано 85 кг взрывчатки.
9 апреля 2020 года компания Potsdamer Neueste Nachrichten (PNN) сообщила, что почва в районе фундамента песчаная, поэтому требуется другой тип фундамента, в отличие от планировавшегося. Согласно отчёту — эти изменения представляются непростыми. Tesla будет необходимо обновить свой план строительства в местных органах власти, вероятно, потребуются публичные слушания.
15 октября 2020 года Ассошиэйтед Пресс сообщило, что немецкая коммунальная компания WSE отключила подачу воды на строительную площадку из-за неоплаченных счетов. Счёт был оплачен, и на следующий день подача воды восстановилась.
В октябре 2021 года Гигафабрика была достроена, однако для запуска производства нужны были разрешения  от местных властей, которые были получены  только весной 2022 года.
22 марта Гигафабрика была открыта, на открытии Илоном Маском была устроена вечеринка.
С 20 июня 2022 года Гигафабрика достигла производства 1000 электрокаров в неделю.

## Логистика
Имеющееся водоснабжение (от Strausberg-Erkner) достаточно для первой фазы из четверти миллиона автомобилей, но вторая (до полумиллиона автомобилей) и третья (до 3/4 миллиона автомобилей) фазы нуждаются в дополнительном водоснабжении. Очистка воды осуществляется методом дистилляции и обратного осмоса . Дополнительные объекты включают очистные сооружения сточных вод мощностью 252 м3/ч, центральное здание снабжения, площадку для входящих и исходящих поставок (железнодорожных и автомобильных), а также места для парковки сотрудников.
Некоторые из причин выбора Бранденбурга для постройки фабрики заключались в том, что промышленная площадка может расширяться, в районе самый высокий уровень производства зелёной энергии на одного гражданина в Германии, и в этом районе есть квалифицированные рабочие.